# Moses Brown
Moses Shirief-Lamar Brown (Nova Iorque, 13 de outubro de 1999) é um jogador norte-americano de basquete profissional que atualmente joga no Brooklyn da National Basketball Association (NBA).
Ele jogou basquete universitário pelo UCLA Bruins e depois de não ser selecionado no Draft da NBA de 2019, passou sua temporada de estreia em um contrato de duas vias com o Portland Trail Blazers. Ele se juntou ao Oklahoma City Thunder em um contrato de mão dupla antes de assinar um contrato padrão da NBA no meio da temporada.

## Início da vida e carreira no ensino médio
Filho de Malcolm Brown e Wanda Williams, Moses nasceu em Nova York. Seu pai foi um pivô de 2,01 m na universidade. Brown frequentou a  Archbishop Molloy High School no Queens. Ele entrou no time do colégio em seu segundo ano e floresceu depois de crescer 15 cm e 45 kg. Em seu primeiro ano, Moses levou Molloy às finais da Catholic High School Athletic Association (CHSAA), onde a equipe perdeu por 64-62 para o  Cardinal Hayes.
Em seu último ano, Brown e Cole Anthony, filho do ex-jogador da NBA, Greg Anthony, formou uma das melhores duplas do basquete do ensino médio. Eles levaram a escola para as semifinais do CHSAA e Brown foi eleito o MVP da liga. Ele foi nomeado um McDonald's All-American, tornando-se o primeiro jogador da escola a receber a honra desde Kenny Anderson em 1989.

## Carreira universitária
Brown escolheu jogar pela UCLA e rejeitou as ofertas de Kentucky, Maryland e Florida State. Avaliado como uma perspectiva de cinco estrelas, ele foi o melhor novato na classe de recrutamento dos Bruins para 2018. Embora ele tivesse 2,16 m, havia a preocupação de que Brown estivesse abaixo do peso com 107 kg. O técnico da UCLA, Steve Alford, acreditava que ele ainda poderia estar crescendo e tinha "seu melhor basquete pela frente".
Brown era inconsistente como calouro, dominando alguns jogos e sendo um não-fator em outros. Na abertura da temporada, ele teve 19 pontos e 17 rebotes na vitória por 96-71 sobre Purdue Fort Wayne. Ele foi o primeiro jogador da UCLA a ter 19 pontos e 17 rebotes em sua estreia desde Kareem Abdul-Jabbar. Em 16 de novembro de 2018, Brown fez 23 pontos e 14 rebotes na vitória por 95-58 sobre Saint Francis para se tornar o primeiro calouro da UCLA a registrar duplo-duplo em seus três primeiros jogos.
Depois de enfrentar jogadores de universidades menores, Brown teve dificuldade ofensivamente contra Nick Ward, de Michigan State, com apenas cinco pontos, 10 rebotes e três bloqueios em uma derrota por 87-67 no Las Vegas Invitational.
Em 2 de dezembro, ele teve 12 pontos, 10 rebotes e três bloqueios na vitória por 82-58 sobre Loyola Marymount. Foi seu primeiro duplo-duplo desde o terceiro jogo da temporada e aconteceu em seu primeiro confronto contra um adversário de 2,10, Mattias Markusson de 2,21 m. Ele perdeu o final da temporada regular contra Utah devido a uma violação não especificada do código de conduta aluno-atleta da escola.
Brown terminou a temporada com médias de 9,7 pontos e 8,3 rebotes e ficou em quarto lugar na Conferência Pac-12 com média de 1,9 bloqueios. Ele foi nomeado para a Equipe de Novatos da Pac-12 e foi uma menção honrosa para a Equipe Defensiva da Conferência. Após a temporada, ele se declarou para o draft da NBA.

## Carreira profissional

### Portland Trail Blazers (2019–2020)
Brown não foi selecionado no draft da NBA de 2019. Ele se juntou ao Houston Rockets para a Summer League de 2019, jogando brevemente em um jogo.
Em setembro de 2019, Brown assinou um contrato de treinamento com o Portland Trail Blazers. Ele jogou em todos os cinco jogos da pré-temporada e teve médias de 5,2 pontos, 2,2 rebotes e 1,0 bloqueios em 6,9 minutos. Depois, o Trail Blazers converteu seu acordo em um contrato de mão dupla.
Em 27 de outubro, eles o designaram para o Texas Legends da G-League. Ele foi transferido de volta para Portland em 9 de novembro após as lesões de Pau Gasol e Jusuf Nurkić. Brown foi enviado para a G-League em 26 de janeiro de 2020. Em 29 de fevereiro, ele registrou 25 pontos e 10 rebotes em uma vitória sobre o Northern Arizona Suns. Ele jogou em 30 jogos pelo Texas e teve médias de 14,4 pontos, 7,7 rebotes e 1,3 bloqueios.

### Oklahoma City Thunder (2020-2021)
Em 9 de dezembro de 2020, Brown assinou um contrato de mão dupla com o Oklahoma City Thunder. Ele jogou na G-League com o Oklahoma City Blue. Em 23 de fevereiro de 2021, ele foi eleito o Jogador da Semana da G-League depois de levar o Blue a um recorde de 5-0 e ter médias de 19,8 pontos, 15,0 rebotes, 2,3 bloqueios e 1,3 roubos de bola. Ele foi nomeado para a Primeira-Equipe da G-League após ter médias de 18,5 pontos, 13,9 rebotes e 1,9 bloqueios em 26,4 minutos. Ele também foi colocado na Equipe Defensiva da G-League.
Em 14 de março, Brown fez sua primeira partida como titular no Thunder, substituindo Al Horford em um jogo contra o Memphis Grizzlies. Em sua segunda partida consecutiva como titular em 16 de março contra o Chicago Bulls, ele teve seu primeiro duplo-duplo da carreira com 20 pontos e 16 rebotes. Ele também teve cinco bloqueios para se tornar apenas o segundo jogador na história da equipe a registrar mais de 20 pontos, 15 ou mais rebotes e mais de 5 bloqueios em um jogo.
Em 27 de março, Oklahoma City anunciou que Al Horford ficaria de fora pelo resto da temporada, pois a equipe priorizava o desenvolvimento de seus jogadores mais jovens. Naquela noite, ele teve 21 pontos e 23 rebotes em uma derrota para o Boston Celtics. Brown teve o segundo duplo-duplo mais rápido da história do Thunder (8 minutos e 11 segundos). No dia seguinte, o Thunder anunciou que havia assinado com Brown um contrato padrão de 4 anos e US$6.7 milhões. Ele vinha com médias de 12,4 pontos, 12,3 rebotes e 1,6 bloqueios em 27,7 minutos desde que voltou da G-League. Ele terminou a temporada com médias de 8,6 pontos e 8,9 rebotes.

### Dallas Mavericks (2021–2022)
Em 18 de junho de 2021, Brown foi negociado, junto com Al Horford e uma escolha de segunda rodada de 2025, com o Boston Celtics em troca de Kemba Walker, a 16ª escolha de 2021 e uma segunda rodada de 2025. Em 31 de julho de 2021, Brown foi negociado com o Dallas Mavericks em troca de Josh Richardson. Em 10 de fevereiro de 2022, ele foi dispensado, liberando uma vaga no elenco para Kristaps Porzingis.

### Cleveland Cavaliers (2022–Presente)
Em 10 de março de 2022, o Cleveland Cavaliers anunciou que havia assinado um contrato de 10 dias com Brown, após uma lesão sofrida por Jarrett Allen. Ele jogou em quatro jogos antes de assinar novamente com os Cavaliers em um segundo contrato de 10 dias em 21 de março.

## Estatísticas da carreira

### NBA

#### Temporada regular
| Ano      | Equipe        | PJ | PT | MPJ  | AP   | 3P | LL   | RT  | AS | BR | TO  | PPJ |
| -------- | ------------- | -- | -- | ---- | ---- | -- | ---- | --- | -- | -- | --- | --- |
| 2019–20  | Portland      | 9  | 0  | 3.7  | .400 | —  | .375 | 1.6 | .1 | .1 | .1  | 1.2 |
| 2020–21  | Oklahoma City | 43 | 32 | 21.4 | .545 | —  | .619 | 8.9 | .2 | .7 | 1.1 | 8.6 |
| 2021–22  | Dallas        | 26 | 1  | 6.5  | .540 | —  | .628 | 2.3 | .0 | .1 | .3  | 3.1 |
| Carreira | Carreira      | 78 | 33 | 10.5 | .495 | —  | .540 | 4.2 | .1 | .3 | .5  | 4.3 |

### Universitário
| Ano     | Equipe | PJ | PT | MPJ  | AP   | 3P | LL   | RT  | AS | BR | TO  | PPJ |
| ------- | ------ | -- | -- | ---- | ---- | -- | ---- | --- | -- | -- | --- | --- |
| 2018–19 | UCLA   | 32 | 31 | 23.4 | .607 | —  | .352 | 8.3 | .3 | .6 | 1.9 | 9.7 |